# Copa de la República 1933
La Copa de la República 1933 fu la 33ª edizione della Coppa di Spagna. Il torneo iniziò il 9 aprile e si concluse il 25 giugno 1933. La finale si disputò allo stadio Montjuic di Barcellona dove l'Athletic Bilbao vinse per la tredicesima volta la Coppa di Spagna.

## Partecipanti
- Aragona-Gipuzkoa:  Donostia  CD Logroñés  Unión Irun  Saragozza  Osasuna
- Asturie:  Oviedo  Sporting Gijón, CD Gijón
- Baleari:  Constància
- Biscaglia:  Athletic Bilbao  Arenas Getxo  Barakaldo
- Canarie: RC Victoria
- Cantabria:  Racing Santander  Torrelavega
- Catalogna:  Espanyol  Barcellona, FC Palafrugell
- Centro-Sud:  Madrid CF  Real Betis  Atlético Madrid  Siviglia  Real Valladolid
- Galizia:  Deportivo La Coruña  Racing Ferrol  Celta Vigo
- Murcia:  Hércules  Murcia FC
- Ovest:  Onuba
- Valencia:  Valencia  Castellón  FC Levante

## Sedicesimi di finale
|                 | Risultato |                     | Andata | Ritorno |  |
| --------------- | --------- | ------------------- | ------ | ------- |  |
| Madrid CF       | 5 - 2     | Racing Santander    | 4 - 1  | 1 - 1   |  |
| Donostia        | 4 - 6     | Sporting Gijón      | 2 - 2  | 2 - 4   |  |
| Real Valladolid | 2 - 8     | Valencia            | 2 - 2  | 0 - 6   |  |
| Arenas Getxo    | 3 - 7     | Athletic Bilbao     | 2 - 2  | 1 - 5   |  |
| Barcellona      | 2 - 4     | Real Betis          | 2 - 0  | 0 - 4   |  |
| Onuba           | 3 - 8     | Murcia FC           | 3 - 1  | 0 - 7   |  |
| Torrelavega     | 1 - 4     | FC Palafrugell      | 1 - 1  | 0 - 3   |  |
| RC Victoria     | 2 - 6     | Atlético Madrid     | 2 - 2  | 0 - 4   |  |
| Celta Vigo      | 3 - 4     | Saragozza           | 2 - 3  | 1 - 1   |  |
| Club Gijón      | 1 - 6     | Espanyol            | 1 - 3  | 0 - 3   |  |
| CD Logroñés     | 3 - 7     | Unión Irun          | 1 - 2  | 2 - 5   |  |
| Constància      | 3 - 4     | Castellón           | 1 - 1  | 2 - 3   |  |
| Racing Ferrol   | 1 - 4     | Hércules            | 1 - 1  | 0 - 3   |  |
| FC Levante      | 4 - 7     | Deportivo La Coruña | 3 - 0  | 1 - 7   |  |
| Siviglia        | 7 - 4     | Oviedo              | 4 - 1  | 3 - 3   |  |
| Barakaldo       | 1 - 5     | Osasuna             | 1 - 1  | 0 - 4   |  |

## Ottavi di finale
|                 | Risultato |                     | Andata | Ritorno | Spareggio |  |
| --------------- | --------- | ------------------- | ------ | ------- | --------- |  |
| Atlético Madrid | 5 - 5     | Valencia            | 3 - 4  | 2 - 1   | 1 - 2     |  |
| Unión Irun      | 0 - 11    | Madrid CF           | 0 - 2  | 0 - 9   |           |  |
| Siviglia        | 2 - 7     | Athletic Bilbao     | 1 - 2  | 1 - 5   |           |  |
| Osasuna         | 5 - 7     | Deportivo La Coruña | 5 - 2  | 0 - 5   |           |  |
| Sporting Gijón  | 7 - 3     | Castellón           | 5 - 0  | 2 - 3   |           |  |
| Saragozza       | 3 - 5     | Espanyol            | 3 - 1  | 0 - 4   |           |  |
| Hércules        | 3 - 7     | Real Betis          | 3 - 3  | 1 - 4   |           |  |
| FC Palafrugell  | 1 - 4     | Murcia FC           | 1 - 0  | 0 - 4   |           |  |

## Quarti di finale
|                     | Risultato |                 | Andata | Ritorno |  |
| ------------------- | --------- | --------------- | ------ | ------- |  |
| Murcia FC           | 5 - 6     | Espanyol        | 5 - 3  | 0 - 3   |  |
| Deportivo La Coruña | 3 - 12    | Athletic Bilbao | 2 - 4  | 1 - 8   |  |
| Madrid CF           | 13 - 0    | Sporting Gijón  | 8 - 0  | 5 - 0   |  |
| Real Betis          | 5 - 6     | Valencia        | 4 - 2  | 1 - 4   |  |

## Semifinali
|                 | Risultato |          | Andata | Ritorno |  |
| --------------- | --------- | -------- | ------ | ------- |  |
| Madrid CF       | 6 - 2     | Valencia | 3 - 1  | 3 - 1   |  |
| Athletic Bilbao | 3 - 1     | Espanyol | 1 - 0  | 2 - 1   |  |

## Finale
| Arbitro: | Jesus Arribas |

|                            |           |             |
| Gorostiza 73’ Lafuente 75’ | Marcatori | 23’ Lazcano |